# مورلي بروس
مورلي بروس هو لاعب هوكي الجليد كندي، ولد في 7 مارس 1894 في أوتاوا في كندا، وتوفي بنفس المكان في 25 نوفمبر 1959.

## وصلات خارجية
- مورلي بروس على موقع دوري الهوكي الوطني (الإنجليزية)
- مورلي بروس على موقع EliteProspects.com (الإنجليزية)
- مورلي بروس على موقع HockeyDB.com (الإنجليزية)
- مورلي بروس على موقع Hockey-Reference.com (الإنجليزية)